# Sauøy
Sauøy est une île de la commune de Frøya , en mer de Norvège dans le comté de Trøndelag en Norvège.

## Description
L'île de Sauøy, à côté de l'île Sørburøy, est située dans un groupe d'îles au nord-est de Mausund, faisant partie de l'archipel de Froan. L'île sert de pâturage aux moutons et possède des terres cultivées. On y trouve la Froan Chapel (en) datant de 1904.
Le dernier résident permanent a quitté l'île en 2010, mais l'île reste une zone de villégiature durant l'été. Il n'y a pas de liaison maritime vers Sauøy en hiver, mais il y a plusieurs voyages par semaine en été.

### Réserve naturelle
L'île est située dans une très grande zone maritime protégée. La Réserve naturelle et zone paysagère protégée de Froan a été créée en 1979, couvre 480 km2 et a le statut de Site Ramsar. Il existe des restrictions à la libre circulation sur terre à certaines périodes de l'année.

## Galerie

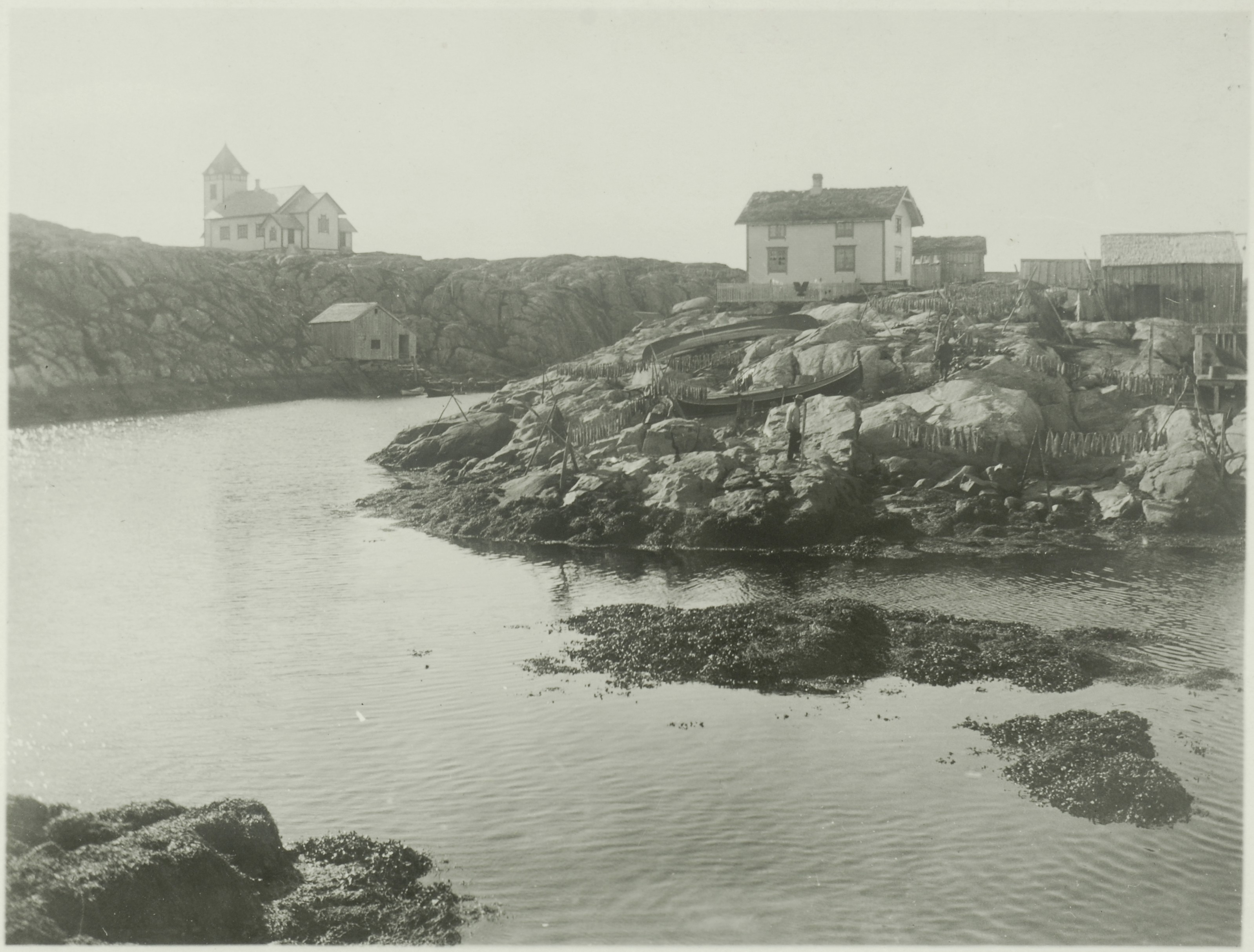
Sauøy
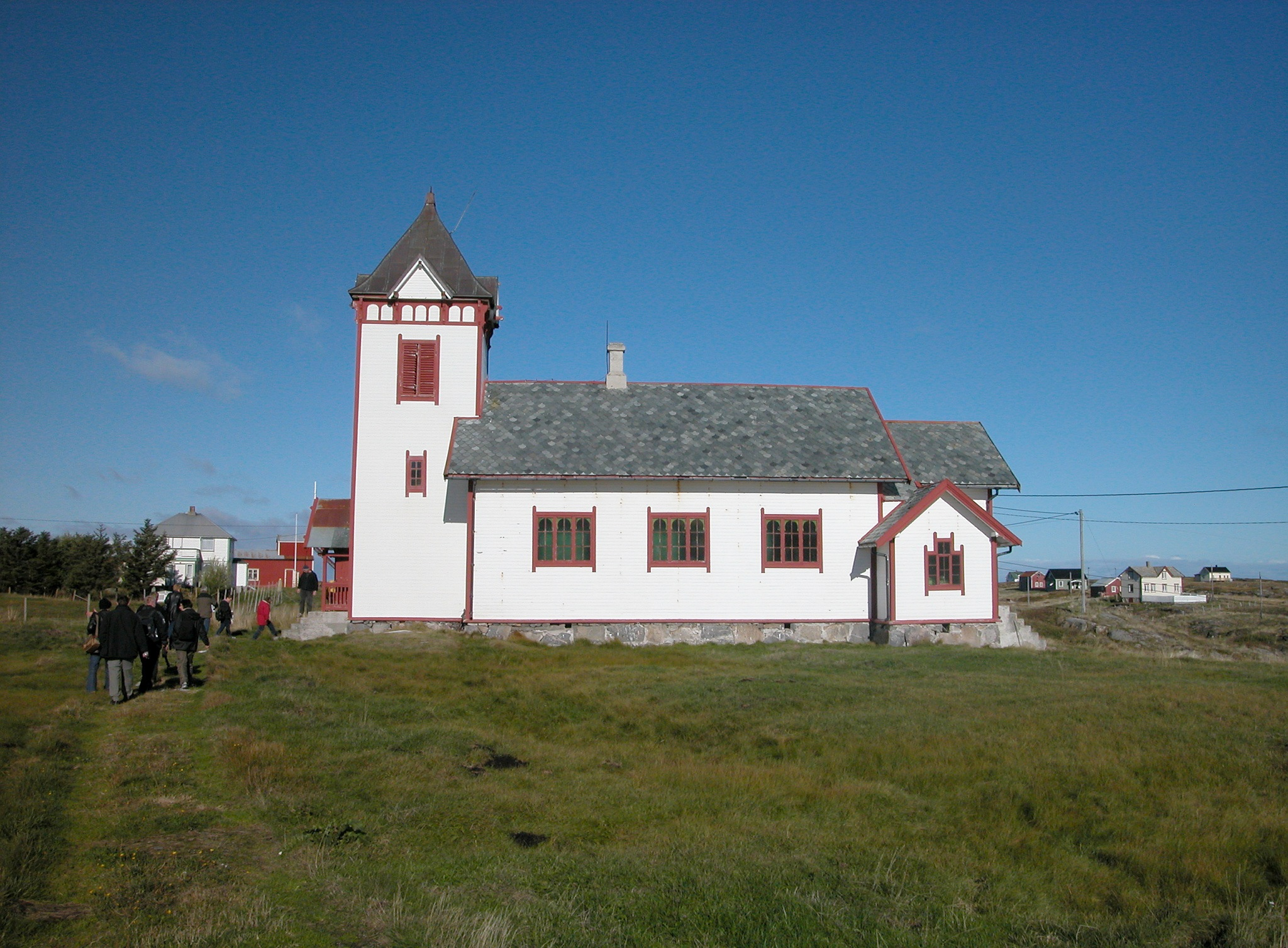
Chapelle de Froan à Sauøy